# Comitê Olímpico Nacional da Samoa Americana
O Comitê Olímpico Nacional da Samoa Americana (ASNOC, na sigla em inglês) é a entidade máxima do desporto na nação. Aceito pelo Comitê Olímpico Internacional em 1985, o ASNOC é presidido por Ben Solaita e formado por 19 federações.
Samoa Americana participou de seis edições dos Jogos Olímpicos de Verão e de uma dos Jogos Olímpicos de Inverno, sem nunca ter conquistado uma medalha.

## Federações
| Esportes Olímpicos                                                                    | Esportes Olímpicos                                                              | Esportes Não-olímpicos                   |
| ------------------------------------------------------------------------------------- | ------------------------------------------------------------------------------- | ---------------------------------------- |
| - Atletismo - Basquetebol - Boxe - Canoagem - Futebol - Halterofilismo - Judô - Lutas | - Natação - Taekwondo - Tênis - Tênis de mesa - Tiro com arco - Vela - Voleibol | - Beisebol - Golfe - Outrigger - Softbol |